# طرح کالبد ملی
طرح کالبد ملی یا طرح کالبدی ملی پروژه‌ایست که در مرکز مطالعات و تحقیقات شهرسازی و معماری وزارت مسکن و شهرسازی در دهه هفتاد شمسی به منظور مکان‌یابی شهرهای در حال توسعه و تازه تأسیس تهیه شد.
پس از تأیید طرح برای هر منطقه به آن شهر ابلاغ می‌شود. قرار است به دنبال این طرح ،طرح کالبدی منطقه‌ای نیز تهیه شود.

## ساختار
در طرح سرزمین ایران به قسمت‌هایی با خطر زلزله بسیار بالا، نسبتاً بالا، بالا، نسبتا متوسط، متوسط، نسبتاً پایین و پایین تقسیم‌بندی شد. حدود ۵۰ درصد از گستره جمعیتی شهرنشین ایران در مناطقی با خطر نسبتاً بالا، بالا و بسیار بالا زندگی می‌کنند؛ یعنی تقریباً به‌جز آبادان، خرمشهر، بندرامام خمینی، ماهشهر و هویزه، سراسر ایران در محدوده‌ای با خطر زلزله نسبتاً متوسط رو به بالا قرار دارد.
در این طرح، ایران به ۱۰ منطقه زاگرس، آذربایجان، شمال، جنوب، خوزستان، شمال شرق، مرکز، جنوب شرق و غرب تقسیم شده است.